# Серощёкая поганка
Серощёкая пога́нка (лат. Podiceps grisegena) — водоплавающая птица из семейства поганковых. Распространена в северном полушарии, большей частью в зоне лесов, но также местами проникая к северу до кустарниковой тундры и к югу до пустынь. Неприметная птица, встречается одиночными особями или парами, на гнездовье редко образует рыхлые колонии. Гнездится на небольших заросших водоёмах, где большую часть времени проводит в тени надводной растительности — разреженных зарослях тростника, осоки и т. п. При беспокойстве пытается затаиться среди травы или, нырнув, удалиться. Сезон размножения растянут во времени, в южной части ареала — с апреля по июль, в северной — с мая по август. В кладке обычно 3—4 белых яйца. Перелётная птица. Зиму проводит в литоральной части моря, где при несильном волнении добывает корм на относительно небольшой глубине, а также в небольшом количестве на незамерзающих озёрах.
Характер питания в гнездовой период варьирует в зависимости от соседства другого близкородственного вида поганок — чомги: там, где их ареалы пересекаются, его основу составляют беспозвоночные. С другой стороны там, где основной рыбоядный конкурент отсутствует (а это северо-запад Европы и Северная Америка), основу рациона составляет рыба.
В России серощёкая поганка — редкий гнездящийся вид, и по этой причине занесён в Красные книги нескольких субъектов Федерации, в том числе Московской и Ленинградской областей. Птица также находится под охраной Красной книги Республики Беларусь.

## Описание

### Внешний вид
Серощёкую поганку по размеру можно сравнить со средней величины уткой, такой как свиязь или шилохвость. Это довольно крупный представитель семейства поганковых, несколько уступающий размерами в Евразии чомге, в Северной Америке западноамериканской поганке и поганке Кларка. В сравнении с чомгой у серощёкой поганки более короткая и массивная шея, на затылке часто развит короткий, прямо срезанный хохолок, хорошо заметный при сильном возбуждении птицы. Взрослая поганка номинативного подвида достигает в длину 40—50 см, размаха крыльев 77—85 см, массы 692—925 г.

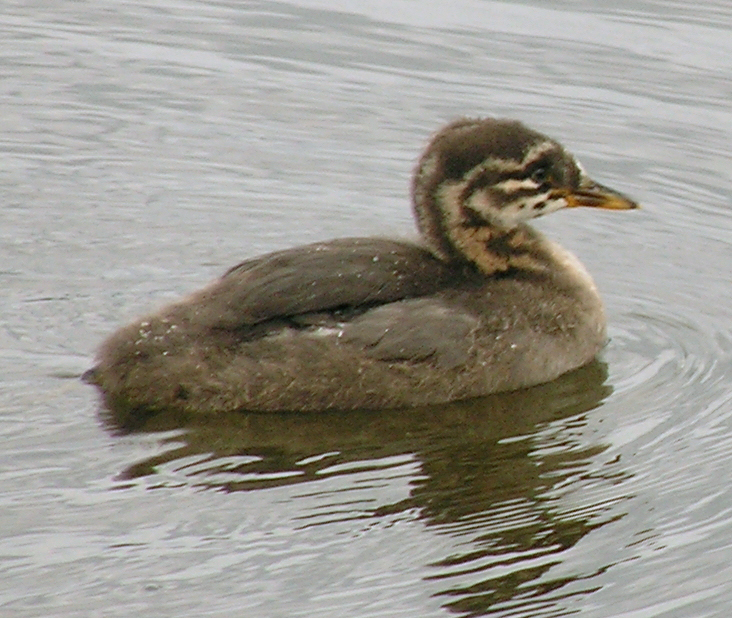
Пуховой птенец

Клюв прямой, длинный, тёмный с жёлтым основанием, зимой более тусклый. Половой диморфизм в окрасе не выражен, однако проявляется в размерах: самцы несколько крупнее самок. В брачном наряде у обоих полов на темени и затылке развита доходящая до уровня глаз чёрная шапочка, контрастная в сравнении со светлыми пепельно-серыми щеками и подбородком. Тёмная и светлая части оперения головы имеют чёткую границу, по которой проходит узкая светлая каёмка. Передняя часть шеи и верх груди рыжевато-красные; остальная часть груди, а также брюхо серовато-белые с более тёмными серыми пятнами. Задняя часть шеи, спина, плечевые и кроющие крыла черновато-бурые. Такой же окраски первостепенные маховые и рулевые (последние с примесью белого) перья, второстепенные маховые и нижняя часть крыла белые. Радужина красновато-коричневая. Ноги с внешней стороны черновато-серые, с внутренней желтоватые с зеленоватым оттенком.
Зимой птицы теряют яркую окраску и чёткие детали оперения, приобретая ещё более невзрачную, чем у других поганок, расцветку. Украшающие перья на затылке исчезают, рыжие тона на шее и груди постепенно выцветают. Чёрная шапочка становится буровато-серой, граница с серым пятном на щеках становится размытой. Шея спереди и с боков беловатая или светло-серая, сзади тёмно-серая. Если в летнем пере определение вида обычно не вызывает затруднений, то зимой серощёкую поганку можно спутать с другими близкими видами. От чомги её легче всего отличить по отсутствию белой полосы над глазом, от красношейной и черношейной поганок по более крупным размерам, а также более тёмной — скорее серой, чем белой, окраске щёк и кроющих ушей.
Пуховые птенцы обладают черновато-бурым, почти чёрным верхом и серовато-белым низом. По бокам головы развиты две белые продольные полоски, передняя и боковая часть шеи также с белым полосатым рисунком. Клюв желтоватый. Осенью птенцы одеваются в первый перьевой, так называемый гнездовой, наряд: он имеет много общего с зимним нарядом взрослых птиц, но отличается от него полосатым рисунком на голове (в отличие от полос пухового наряда, полосы перьевого не спускаются на шею), каштановой окраской передней и боковой частей шеи, и большим количеством жёлтого на клюве.
Выделяют два подвида, имеющих незначительные различия в размере; оба представлены на территории России. Подвид P. g. holbollii крупнее номинативного P. g. grisegena: его длина 43—56 см, размах крыльев 61—88 см, масса 750—1600 г. Отличия в окрасе оперения не выражены, но у holbollii жёлтое основание занимает большую площадь клюва. Кроме того, разница в размерах между самцами и самками этого подвида более значительная, чем у P. g. grisegena.
|                                                                                      |  |  |  |
| Серощёкая поганка (слева) в сравнении с чомгой, красношейной и черношейной поганками |  |  |  |

### Полевые признаки и особенности поведения
Серощёкая поганка обычно летает на высоте 20—30 м над землёй. Полёт очень быстрый и по прямой линии, однако в случае надобности птица способна маневрировать. В воздухе длинную шею она вытягивает вперёд, а ноги — наоборот, назад, таким образом, что они выступают за край очень короткого хвоста; в таком положении птица кажется более длинной, чем она есть на самом деле. Крылья относительно короткие, на их переднем крае можно различить два не соединяющихся между собой пятна, одно из которых обозначают как «зеркало» (у чомги эти пятна сливаются в одно). Небольшая площадь крыла не позволяет поганке взлететь с места и вообще с суши; перед тем, как подняться в воздух с воды, она делает длительный разбег с расправленными крыльями. Как и все поганки, серощёкая превосходно плавает и ныряет. Поступательное движение достигается с помощью отталкивания лопастями на пальцах, вращательное — поворотом оси лап; слишком короткий хвост для этой цели не используется. Поганка способна проплыть под водой до 50—60 м, при этом крейсерская скорость достигает 3 м/с. Как и многие водоплавающие птицы, по суше передвигается с трудом, поскольку короткие ноги на туловище отнесены далеко назад от центра тяжести.

### Голос

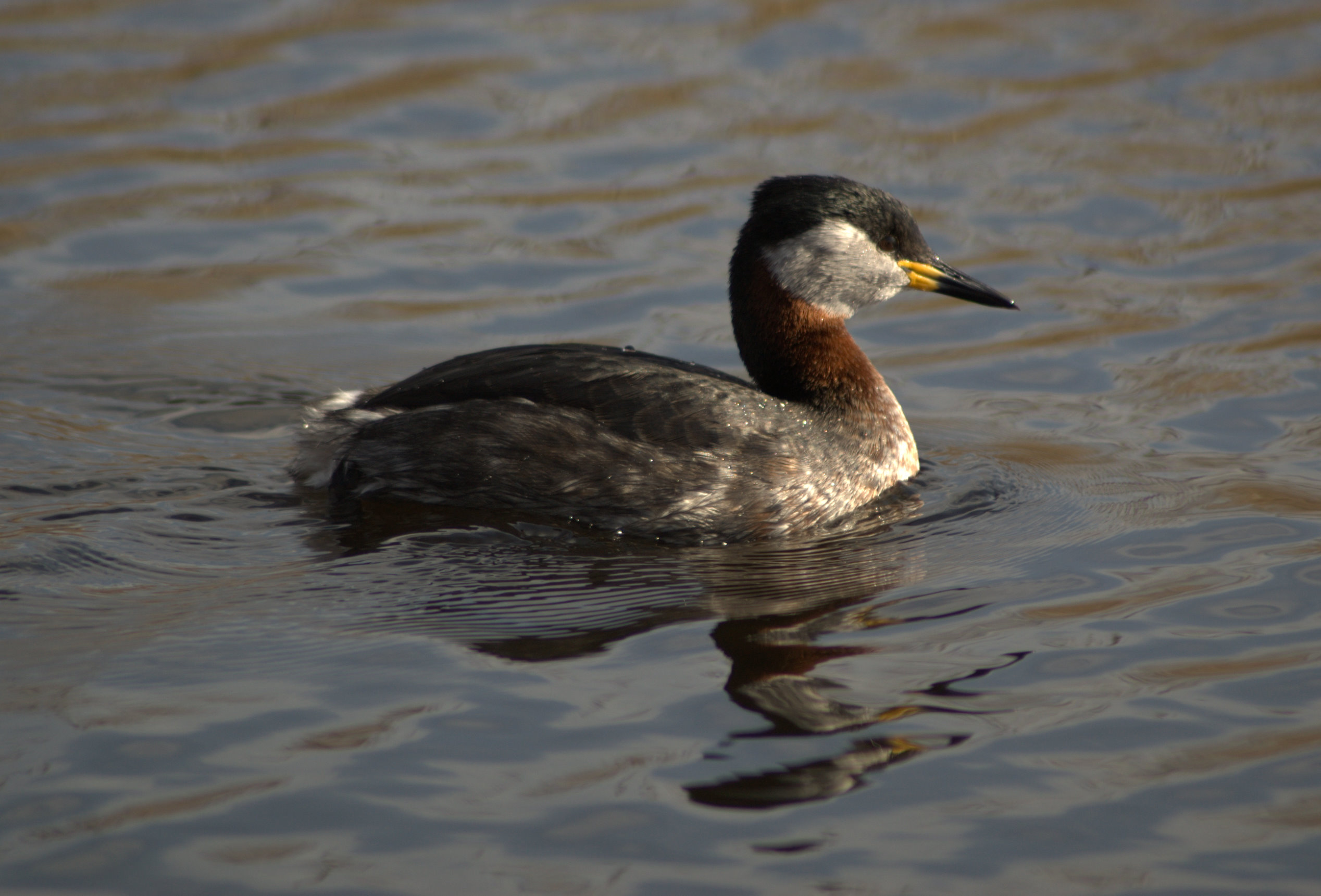
В период предбрачной линьки

В брачный период это одна из наиболее шумных поганок, однако в остальное время года она такая же молчаливая, как и другие представители семейства. Токующая птица издаёт громкую вибрирующую трель, в которой, по мнению российского орнитолога Вадима Рябицева, можно одновременно услышать конское ржание, хрюканье и визги поросёнка. Похожая вокализация отмечена у водяного пастушка, однако у него она продолжительная, а у серощёкой поганки прерывистая. Трели издаёт как одна птица, так и обе одновременно, в светлое либо тёмное время суток, обычно находясь под прикрытием водной растительности. Помимо наиболее заметного брачного крика, орнитологи также отмечают разнообразные квакающие, кудахтающие, шипящие, дребезжащие и урчащие звуки, издаваемые поганкой, некоторые из которых подвержены индивидуальной изменчивости. В частности, потревоженная птица издаёт односложное хриплое «чек», похожее на аналогичное у большой поганки.

### Линька
Взрослые птицы линяют дважды в год — частично до начала размножения и полностью после его окончания. В декабре — мае происходит смена контурного оперения, а также внутренних второстепенных маховых и кроющих перьев крыла. С июля по сентябрь протекает полная смена оперения, в результате которого брачный наряд сменяется зимним. Сеголетки линяют частично с сентября по конец января; происходит замена пера головы, шеи, частично спины и боков, верхней части груди.

## Распространение

### Гнездовой ареал

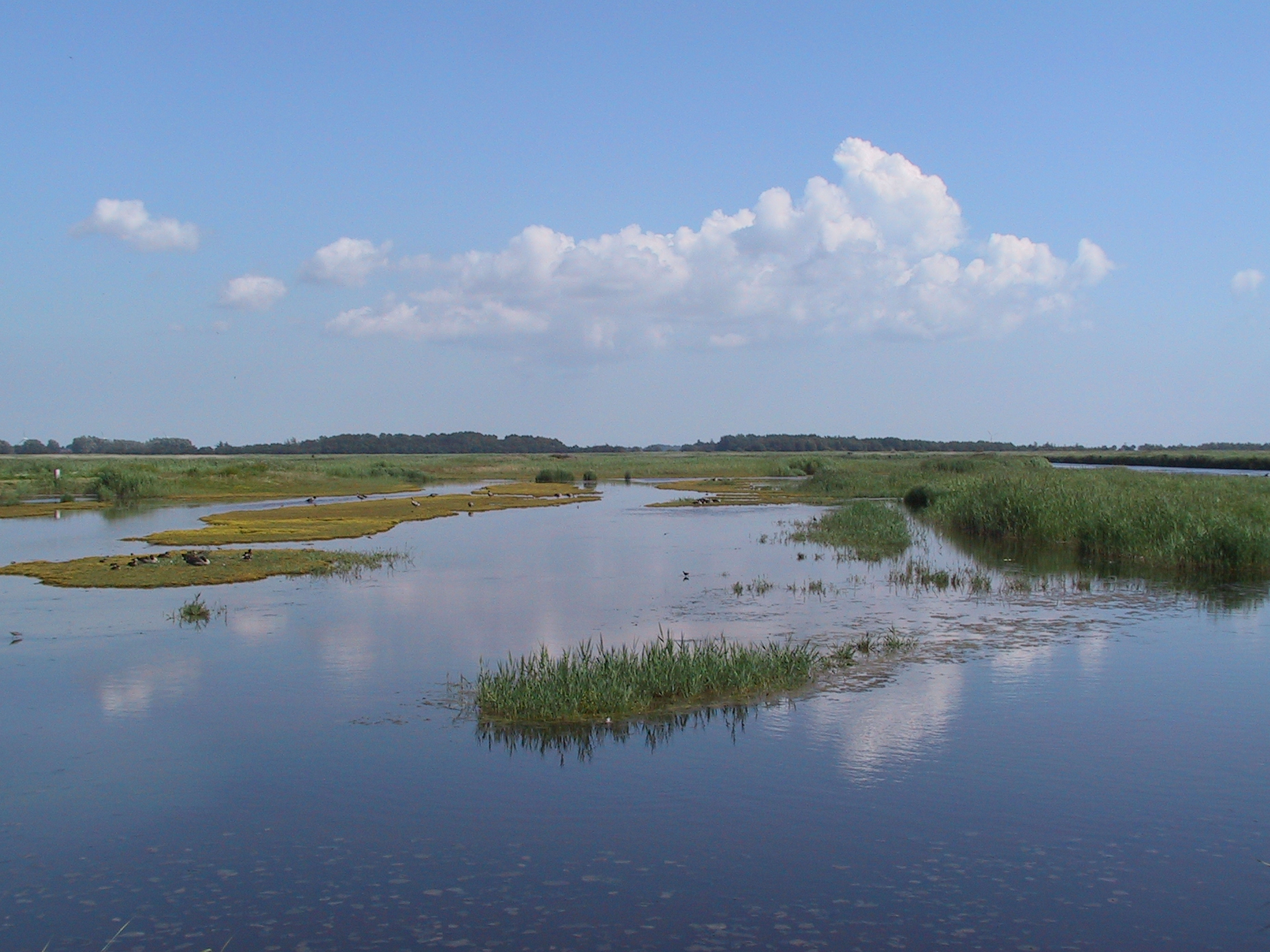
Заповедник Валльнау (Wallnau) в Германии, где гнездится серощёкая поганка

Область распространения представляет собой несколько участков в Евразии и Северной Америке. Населяет различные климатические зоны от полосы тундры в Лапландии, Якутии, на Колыме, Чукотке и Аляске до пустынь в Прикаспии, Приаралье и Аризоне.
Более мелкий номинативный подвид гнездится в Европе, Западной Сибири и Казахстане от восточных районов Франции и Нидерландов к востоку до долины Оби, озёр Зайсан и Алаколь. По оценкам международной организации BirdLife International, единичные группировки, насчитывающие не более десятка пар, отмечены в Великобритании, Франции, Нидерландах, Чехии, Словакии, Хорватии, Словении и Македонии. До двух сотен пар гнездится в Венгрии, Болгарии, Литве и Беларуси, от двухсот до тысячи — в Эстонии, Швеции, Румынии и Турции. Достаточно крупные, более 1000 пар, популяции имеются на территории Германии, Дании, Финляндии, Латвии, Польши, Украины и особенно России (от 12 до 25 тыс. пар). Северная граница в Финляндии проходит вдоль 65° с. ш., на северо-востоке России в окрестностях Кандалакши и Архангельска, восточнее южнее на широте низовьев Камы, долины Уфы и устья Тобола, ещё восточнее вдоль 61° с. ш. К югу гнездится до средней Франции, республик бывшей Югославии, Болгарии, Турции, низовьев Амударьи, среднего течения Сырдарьи и Иссык-Куля.
Гнездовой ареал восточного подвида holbollii находится частично в Восточной Сибири, частично в северо-западной части Северной Америки. В пределах России этот подвид встречается на материке к востоку от долины нижнего Вилюя, нижнего Витима и Байкала, а также на Сахалине и северных Курильских островах. Вид также гнездится на японском острове Хоккайдо. Северная периферия гнездовий лежит в пределах кустарниковой тундры в Якутии и Чукотке: к северу в бассейне Яны до 68° с. ш., в долине Индигирки до 71° с. ш., низовьев Колымы, долины Анадыря, среднего течения реки Канчалан. Южная граница выходит за пределы России в Маньчжурии; кроме того, небольшая изолированная популяция с недавних пор отмечена в Кыргызстане, в том числе на высокогорном озере Сонкёль. В Америке поганка гнездится на Аляске, в западных и центральных областях Канады, в пограничных с Канадой штатах США к востоку до Миннесоты.

### Зимовки
Перелётная птица. Если гнездовья серощёкой поганки всегда связаны с внутренними пресноводными водоёмами, то остальное время она проводит преимущественно на морских просторах, концентрируясь там, где рыбные косяки проходят вблизи от поверхности воды — в заливах, эстуариях, на отмелях и вблизи островов. Птицы западного подвида перемещаются на побережья Атлантики — большей частью на Северное и Балтийское моря, в меньшей степени в северное Средиземноморье, Чёрное и Каспийское моря. Относительно небольшое количество птиц зимует на внутренних незамерзающих водоёмах, таких как Женевское озеро и Иссык-Куль. Поганки восточносибирской популяции зимуют в Японском и Восточно-Китайском морях, американской — вдоль тихоокеанского (южной Аляске, Британской Колумбии, в малом количестве южнее до Калифорнии) и атлантического (от Ньюфаундленда и Лабрадора к югу до Флориды) побережий этого континента. Небольшое количество остаётся в глубине материка, где концентрируется на незамерзающей части Великих озёр. Случайные залёты известны в Израиле, Афганистане, Пакистане и Индии.

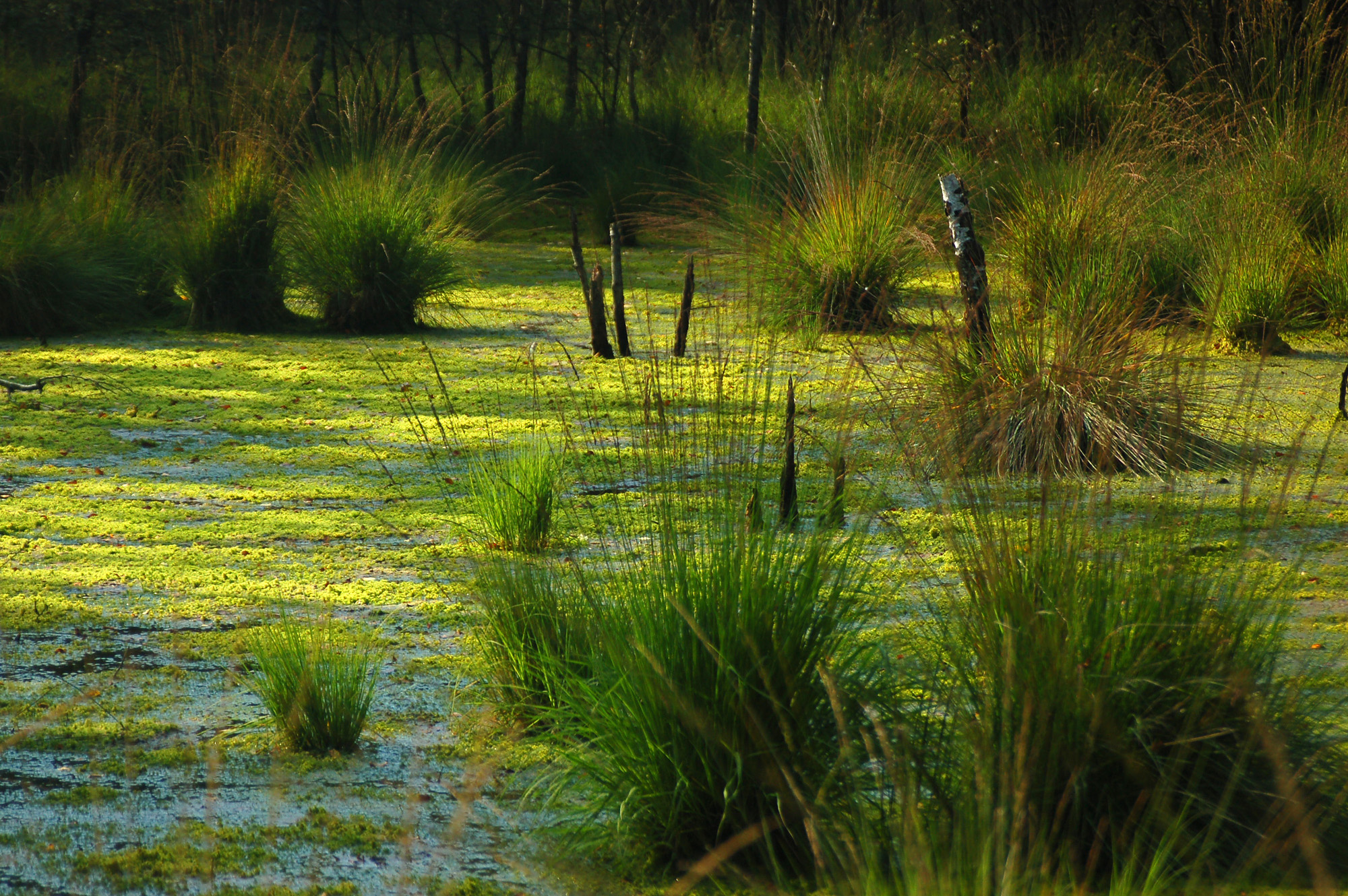
Типичный биотоп серощёкой поганки в гнездовой период

### Места обитания
Серощёкая поганка в гнездовой период ведёт скрытный образ жизни — по этой причине водоёмы, которые она населяет, обычно имеют обильную надводную растительность в виде тростника, камыша, рогоза и других растений, а также тенистые берега, поросшие лесом (в полосе тундры — кустарником). Летом селится на пресноводных стоячих или слабо проточных водоёмах — некрупных озёрах, прудах, болотах, тихих заводях больших рек, где площадь обычно не превышает 3 га (0,03 км²) и глубина воды — 2 м. Птицы номинативного подвида обычно держатся в тени негустых тростниковых зарослей и неохотно выплывают на открытые плёсы, об их присутствии зачастую можно узнать лишь по голосу. С другой стороны, восточный подвид менее осторожен в выборе мест обитания, в Северной Америке нередко селится на большей частью открытых озёрах. На пролёте и зимовках придерживается водоёмов с песчаным или каменистым дном, где имеются скопления морских водорослей и толщина воды составляет менее 15 м.

## Питание

### Рацион
Основу питания номинативного подвида в летний период составляют беспозвоночные, в том числе имаго и личинки водных насекомых (водяные жуки и клопы, личинки стрекоз, ручейников и комаров-звонцов), бокоплавы, моллюски, пауки.

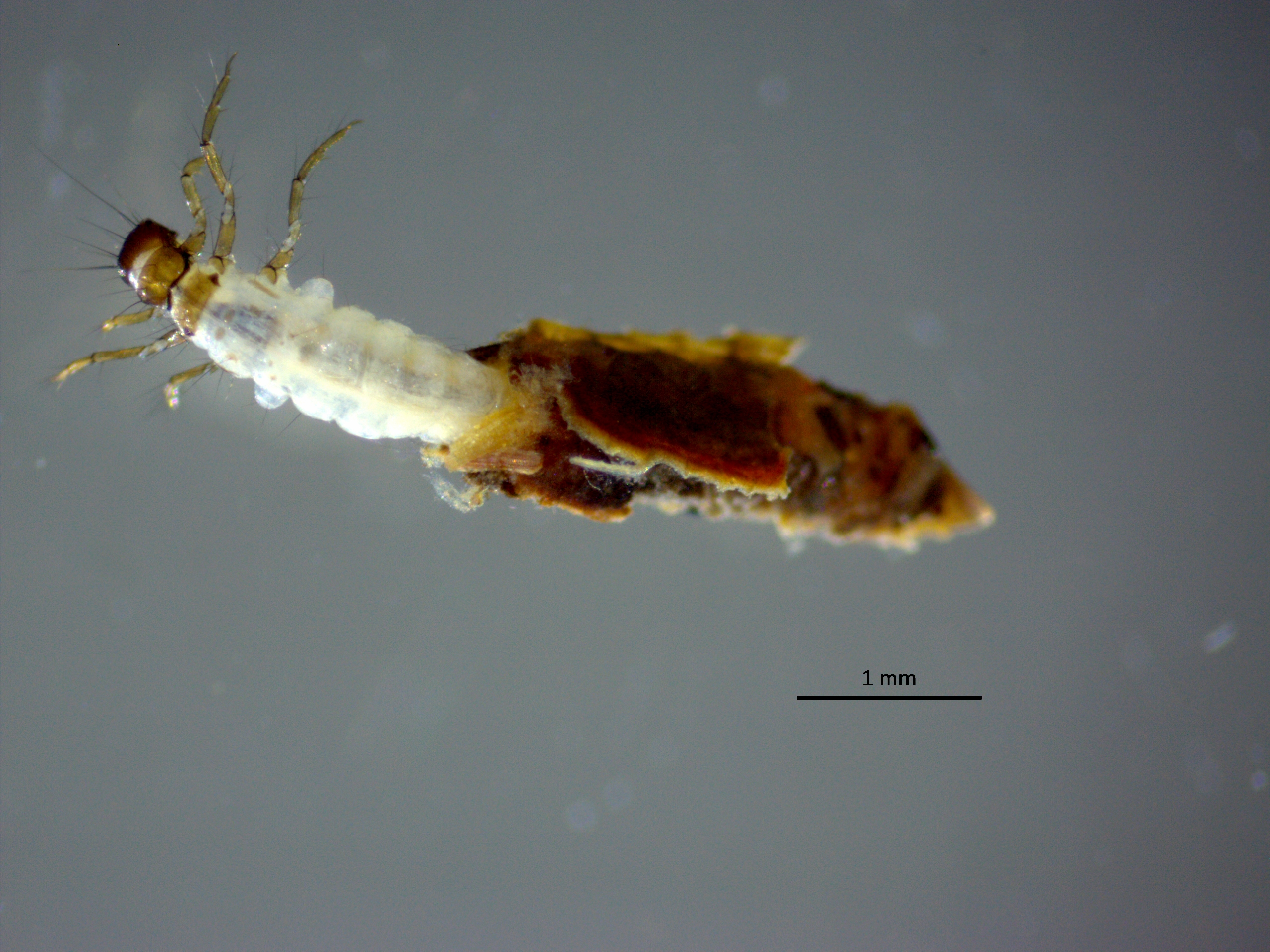
На озёрах Наурзумского заповедника (Казахстан) до 53 % всех летних кормов состоит из личинок ручейников

В отличие от других родственных видов, в желудках птиц иногда находят летающих насекомых — взрослых стрекоз и божьих коровок. Рыба у серощёкой поганки, в отличие от других видов поганок, часто занимает небольшую долю рациона — по этой причине птицы охотно селятся на водоёмах, бедных рыбными запасами. Тем не менее, в отдельных случаях она может иметь важное локальное либо сезонное значение, как, например, в прибрежных районах северо-запада континента, где не гнездится пищевой рыбный конкурент чомга. Так, в озере Эйсселмер (Нидерланды) бо́льшую долю кормов птиц составляет молодь европейской корюшки, леща, плотвы, обыкновенного ерша и речного окуня. Аналогичная ситуация в Северной Америке, где чомга не представлена вовсе: например, в озёрах канадской провинции Альберта значительную часть рациона составляют чёрный толстоголов (Pimephales promelas) и ручьевая колюшка (Culaea inconstans). Орнитологи отметили, что там, где гнездовые ареалы этих двух видов не пересекаются, серощёкая поганка обладает более длинным и узким клювом с развитой мышечной системой, больше приспособленным для ловли скользкой рыбы. Местами птицы также употребляют в пищу озёрных лягушек и их головастиков, водяных червей. Вне зависимости от летнего выбора кормов, зимой на море оба подвида преимущественно рыбоядны.
На 10—15 % пища поганок всегда состоит из кормов растительного происхождения, однако их состав имеет существенные отличия в регионах: например, на реке Маныч в Калмыкии основу растительной пищи составляют вегетативные части рдеста, в плавнях реки Челбас в Краснодарском крае — харовая водоросль Chara fragilis. Кроме того, известно, что поганки вообще и серощёкие в частности проглатывают большое количество собственных перьев. Это относится не только к взрослым птицам, потребляющим их во время чистки, но и к птенцам с первого дня жизни, которые заглатывают мелкие пёрышки вместе с кормом. Кусочки перьев образуют в желудке сплошную войлочную массу, которая по одной из версий обеспечивает образование погадок из хитина беспозвоночных, костей и чешуи рыб.

### Кормодобывание
Специалисты выделяют три основных способа добывания корма: захват при нырянии, вылавливание добычи в верхних слоях воды с погружением головы и шеи и склёвывание с поверхности воды и растений. Последний способ обычно используется лишь в случае надводной растительности. От глаза до кончика нижней половины клюва тянется полоса, по которой, по всей видимости, ориентируются птицы при нацеливании на жертву. В скудные на корма годы поганки могут оставить частично насиженную кладку или лишить пищи появившихся последними птенцов, что приводит к их гибели.

## Размножение

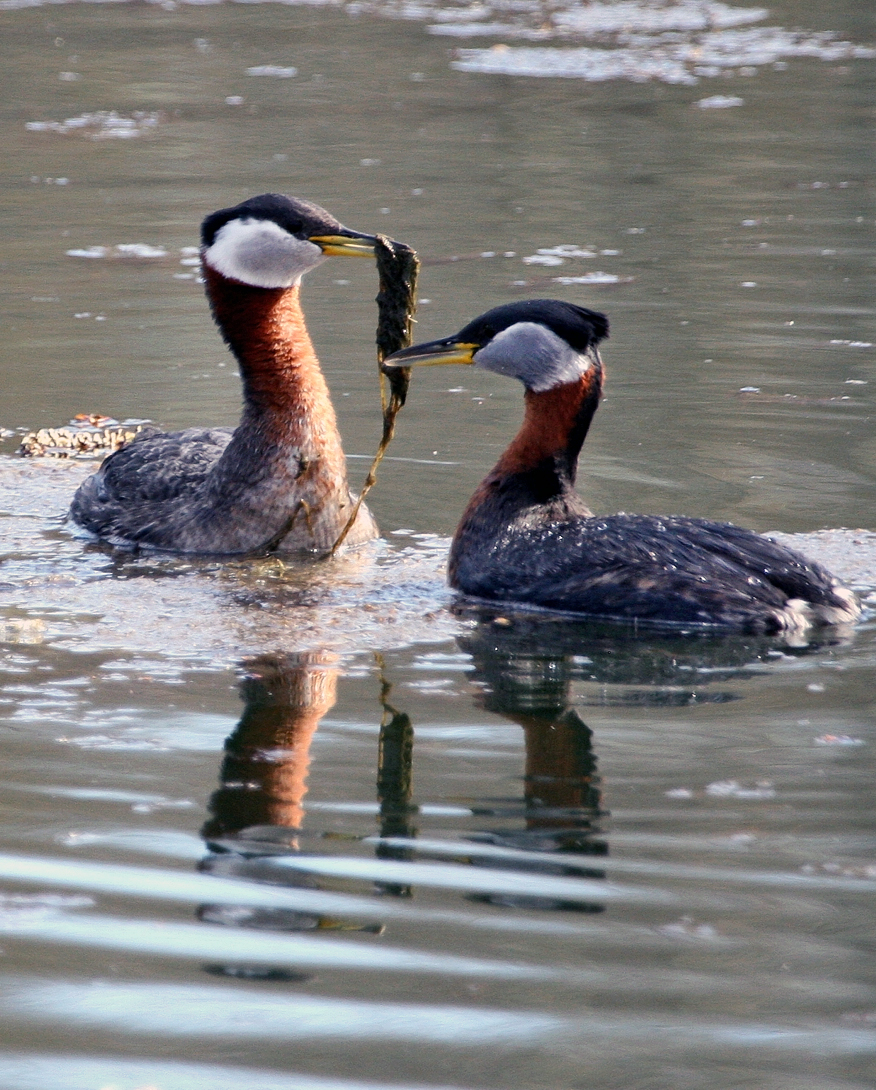
Брачная поза, известная как «Предъявление пищи»

Размножается, по всей видимости, начиная со второго года жизни. На гнездовьях появляется несколько позднее чомги, когда водоёмы уже полностью освобождаются ото льда — в России в южной части ареала во второй или третьей декаде марта, на севере — в конце апреля — середине мая. Пролётные стаи образуются редко; как правило, птица прибывает одиночными особями либо парами. Для гнездовий, как правило, выбираются небольшие и среднего размера заросшие водоёмы и заводи рек. Непременным условием также является наличие остатков прошлогодней растительности, однако частичный выкос тростника с образованием свободных коридоров служит дополнительным стимулом для постройки здесь гнезда.

### Брачное поведение

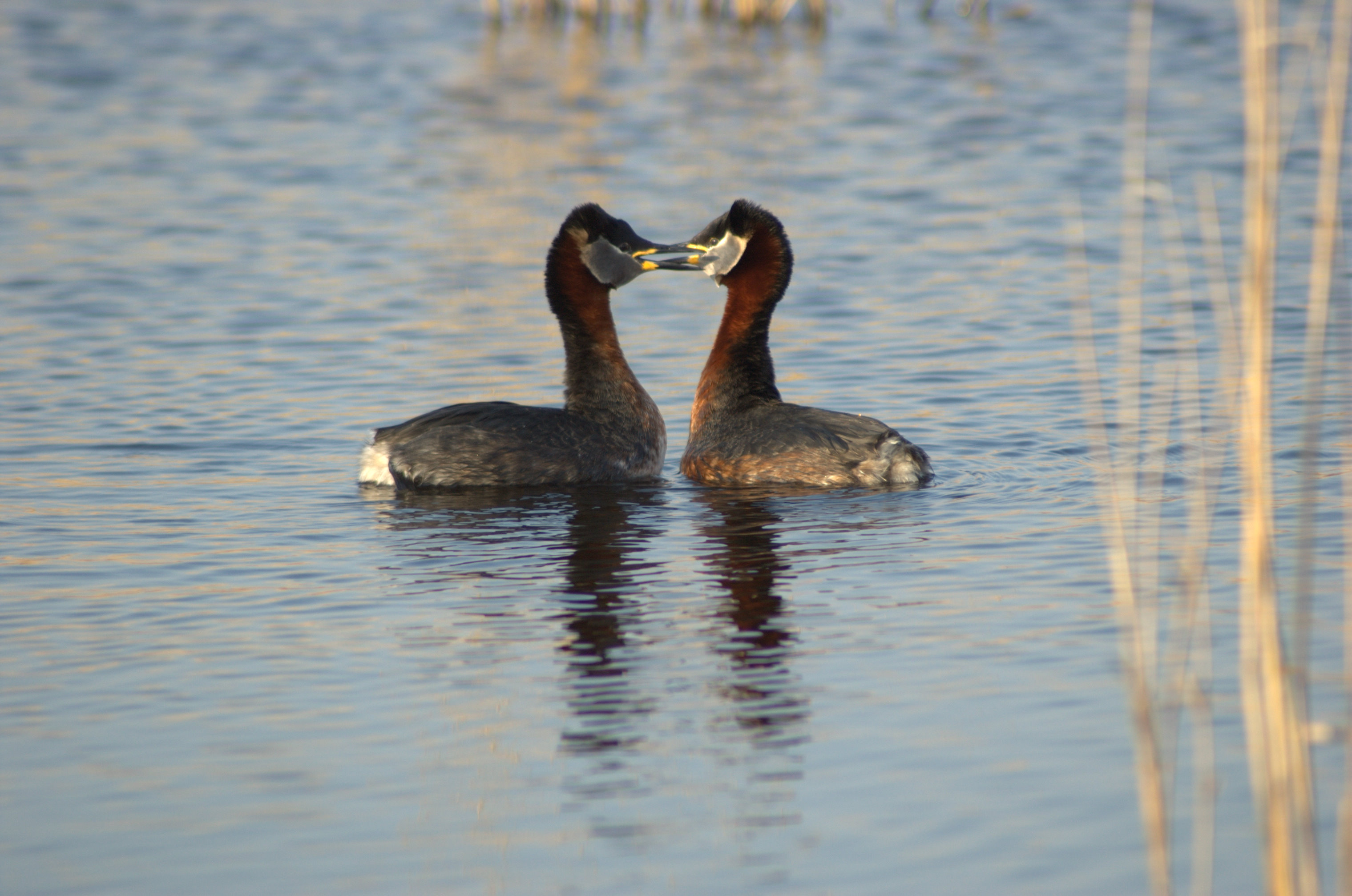
Ухаживание

Моногамная птица; пары формируются на один сезон в апреле либо мае, на пролёте или непосредственно на гнездовых участках. Брачное поведение на воде сопровождается громкими криками обеих птиц пары и состоит из сложных элементов, большинство из которых аналогичны тем, что встречаются у чомги и красношейной поганки. Некоторые демонстративные позы, характерные для перечисленных близких видов — такие как ритуальная чистка оперения и поза отступления — у серощёкой поганки не проявляются. Игры могут продолжаться довольно длительный промежуток времени и вовсе необязательно заканчиваются спариванием.
В одной из брачных церемоний самец и самка быстро плывут параллельно друг к другу, вертикально приподнявшись над водой в так называемой «позе пингвина» — с открытым наклонённым клювом и взъерошенными перьями на затылке и шее. В другом случае птицы при параллельном сближении синхронно поворачивают головы навстречу, соприкасаясь клювами. В «танце пингвина» самец и самка стоят на воде друг напротив друга, соприкасаясь грудью; при этом один из партнёров возвышается над другим. Иногда самец и самка демонстрируют друг другу кусочки травы или водорослей — поза, известная как «предъявление пищи». В ещё одной игре один из партнёров ныряет по направлению к другому, время от времени приподнимая голову над водой, в то время как вторая птица принимает «позу кошки» — горизонтальное положение на воде, при котором крылья лишь слегка раскрыты, перья на лопатках и крыльях приподняты вверх, голова втянута в плечи, хохол на затылке принимает возбуждённое состояние.

### Территория
Гнездится обычно изолированными парами, при этом расстояние между соседними гнёздами составляет не менее 50 м. Реже при наиболее оптимальных условиях образует рыхлые линейные колонии количеством до 20 пар, обособленные или совместно с чайками или другими колониальными птицами. Такие скопления, в которых расстояние между соседними гнёздами не превышает 10 м, обычно устраиваются на достаточно больших по площади сплавинах, непосредственно не примыкающих к берегу. Они недоступны для наземных хищников, в них практически не бывает сильных ветров и волн. Размер кладок в колониях обычно более высокий и процент выживаемости выше. Иногда гнёзда расположены в непосредственной близости от гнёзд лысух.
В сезон размножения поганки — строго территориальные птицы, охраняют гнездовой и кормовой участки. Согласно американскому исследованию, размер территории обратно пропорционален плотности поселений и изобилию кормов: чем больше в озере рыбы или крупнее колония, тем меньше размер охраняемого участка. Обычно каждая пара охраняет до 70—100 м мелководья вдоль береговой полосы. При вторжении посторонней птицы хозяева участка принимают угрожающую позу, при которой голова втягивается в плечи, клюв, находящийся в горизонтальном или наклонном положении, иногда касается воды, крылья опущены и перья спины становятся дыбом. Временами птица делает выпады в сторону противника, вытягивая голову и приподнимая клюв. Соперничающие самцы ныряют друг под друга, при столкновении упираются грудь в грудь.

### Гнездо

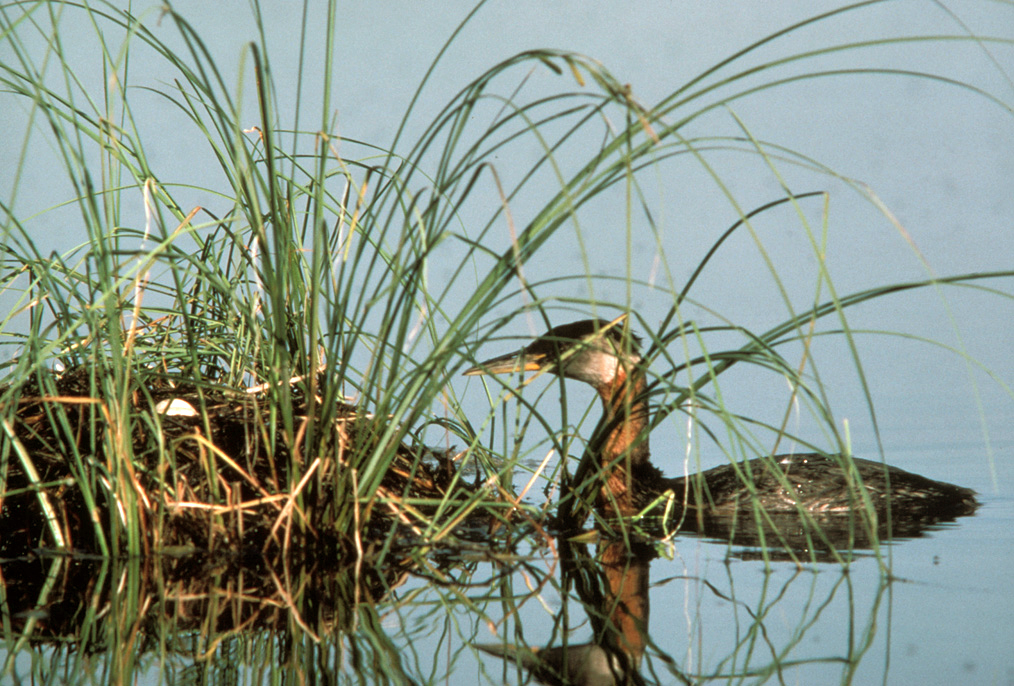
Возле гнезда

Гнездо представляет собой надводную постройку в форме усечённого конуса с углублением в верхней части, состоящую из массивной кучи стеблей, листьев и корневищ различных водных растений. В отличие от чомги, оно не плавучее, а частично прикреплено к стоячим отмершим стеблям. Обычно оно расположено на границе водного зеркала и заросшей части водоёма, часто во внутреннем окне в глубине разреженных зарослей тростника, рогоза либо осоки. Глубина воды в таких местах, как правило, не превышает 0,5—0,75 м. Полагают, что тепло, получаемое в процессе гниения растений в гнезде, способствует дополнительному обогреву яиц.
Нередко первоначальные гнёзда (возможно ложные, предназначенные лишь для спаривания), построенные на более открытом месте вскоре после прилёта, разрушаются вследствие сильного волнения воды. Гнездо достаточно громоздкое и полностью пропитано водой, к тому же большая его часть находится ниже ватерлинии, днищем касаясь дна. По данным российских источников, диаметр гнезда достигает 309—450 мм, диаметр лотка 155—200 мм, общая высота 225—480 мм, высота над водой 30—50 мм. Строительством занимаются обе птицы пары в течение 5—6 дней, собирая материал в радиусе 4—6 м от гнезда с поверхности воды. В центре гнезда материал укладывается крест-накрест, с краёв по окружности.

### Кладка и насиживание
Сроки откладки яиц в различных частях ареала сильно растянуты во времени, в целом в Европе она варьирует с середины апреля по май, в Северной Америке с середины мая по июнь. Полная кладка содержит 2—6, чаще 3—4 яйца размером 46—58 × 30—38 мм. Скорлупа матовая, гладкая, первоначально окрашена в чистый белый цвет, однако ближе к концу насиживания под воздействием влажного гнезда приобретает зеленоватый или коричневатый налёт. Самка в сутки откладывает по одному яйцу, насиживание начинается с первого либо второго, иногда с третьего яйца. Насиживают самец и самка в течение 21—23 суток, в неблагоприятную прохладную погоду до 27 суток. В ночное время птицы могут на длительное время оставлять гнездо — по всей видимости, с целью избежать встречи с ночными хищниками. Остаётся неясным, делается ли это для отвлечения внимания хищников от гнезда либо для собственной безопасности, однако в любом случае на сохранность кладки продолжительное отсутствие влияния не оказывает. Отправляясь на кормёжку, поганка всегда укрывает яйца гнездовым материалом, маскируя и утепляя их. Повторные кладки, растянутые на июль и август, встречаются очень редко и всегда связаны с утратой первоначальной.

### Выведение потомства

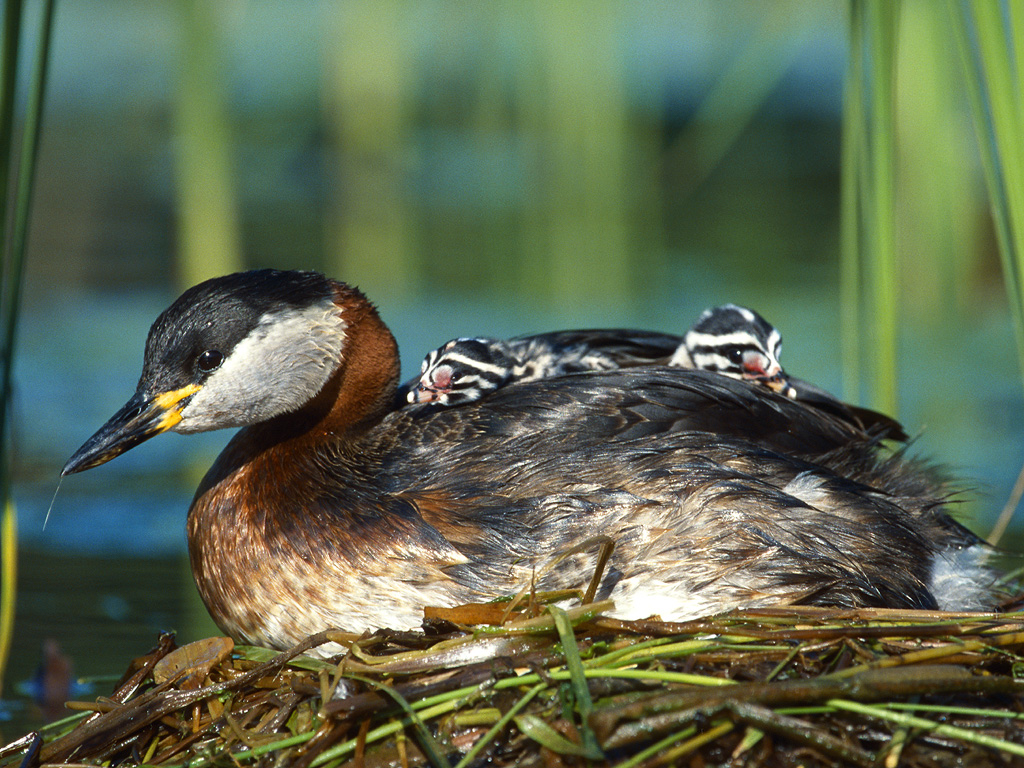
После появления на свет птенцы прячутся на спине у родителей

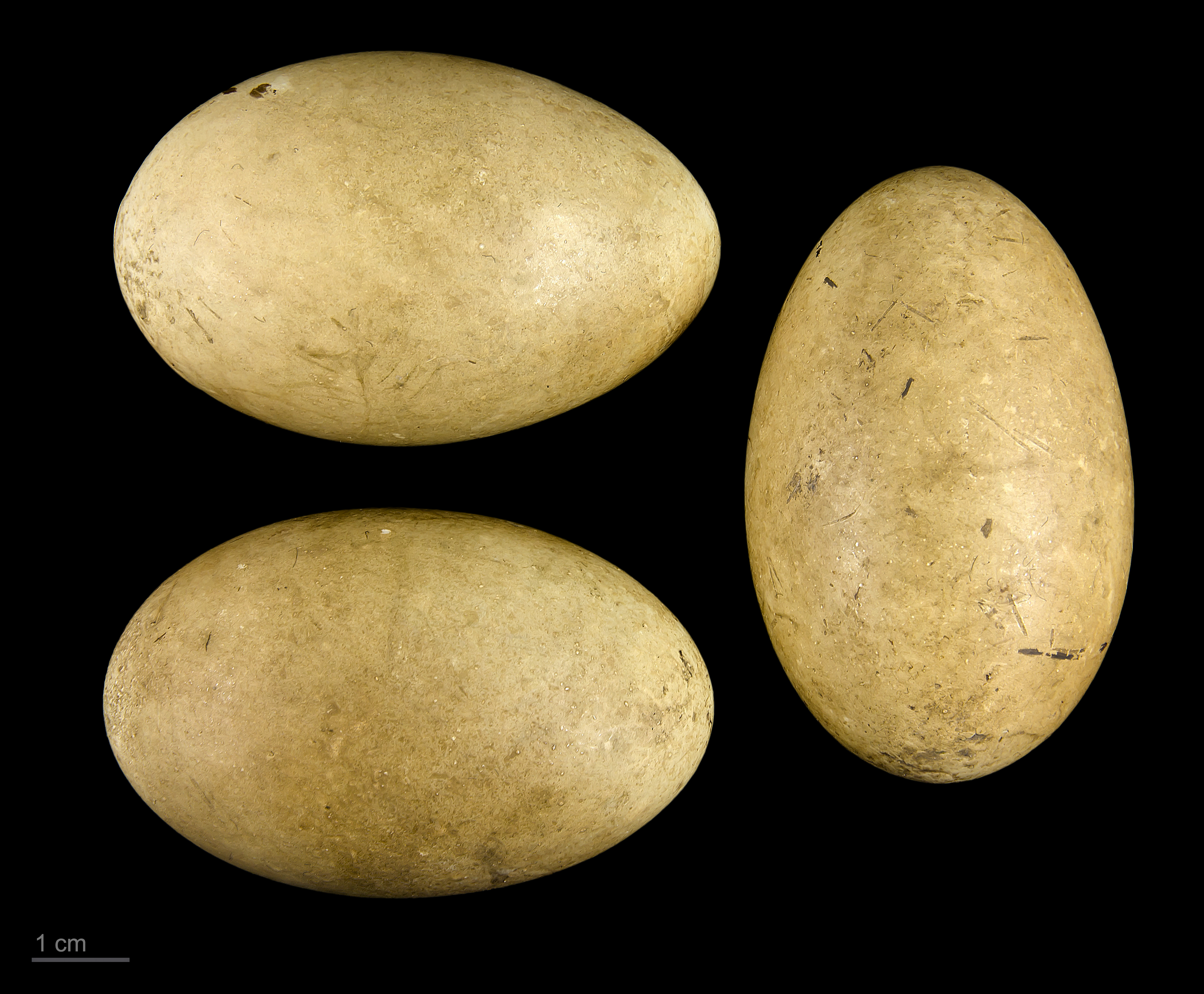
яйцо Podiceps grisegena - Тулузский музеум

Вылупление асинхронное с тем же интервалом, что и были отложены яйца — это приводит к заметной разнице в развитии птенцов одного помёта. Птенцы выводкового типа, при появлении на свет сразу забираются родителям на спину либо прячутся под крылья, и проводят там большую часть времени первые 10—17 дней, не оставляя родителей даже во время их ныряния. Выкармливают потомство обе птицы пары, передавая пищу из клюва в клюв. Постепенно отношение к старшим и более крупным птенцам со стороны родителей становится всё более агрессивным, что с одной стороны уравновешивает кормовую конкуренцию между разновозрастными птенцами, с другой подталкивает их к большей самостоятельности.
Первую неделю выводок держится недалеко от гнезда в пределах кормового участка, а затем кочует по всему водоёму. Нередко выводки раздваиваются — часть птенцов остаётся с самцом, другая следует за самкой. Это ведёт к равному разделению обязанностей между партнёрами. Молодые поднимаются на крыло в возрасте 50—70 дней, после чего выводки окончательно распадаются и рассеиваются.

## Враги и выживаемость
У взрослых поганок естественных врагов немного, поскольку большую часть времени птицы проводят на плаву и в случае опасности сразу ныряют. За яйцами и птенцами охотятся многие хищники, в европейской части России это могут быть многие виды чаек, цапель, серая ворона, болотный лунь, обыкновенная лисица и енотовидная собака. На американском континенте основным разорителем гнёзд считается енот-полоскун, который, правда, неспособен достать плавучие гнезда на большом расстоянии от береговой линии. Известны нападения на птенцов хищных пресноводных рыб, таких как щука. Согласно канадским исследованиям, в августе на каждую взрослую птицу в среднем приходится 0,65 молодых, то есть молодые птицы составляют 39 % популяции.

## Статус и охрана
По данным международной организации BirdLife International, суммарная площадь гнездового ареала превышает 18 млн км², общая численность оценивается в 190—290 тыс. особей. Полагают, что численность восточносибирского и американского подвида P. g. holbollii примерно вдвое превышает таковую европейского и казахстанского подвида P. g. grisegena. Общий тренд, по всей видимости, понижающий, однако его масштаб не настолько значителен, чтобы рассматривать вид как сколько-нибудь уязвимый — по этой причине Международный союз охраны природы присвоил поганке статус таксона наименьшего риска (категория LC).

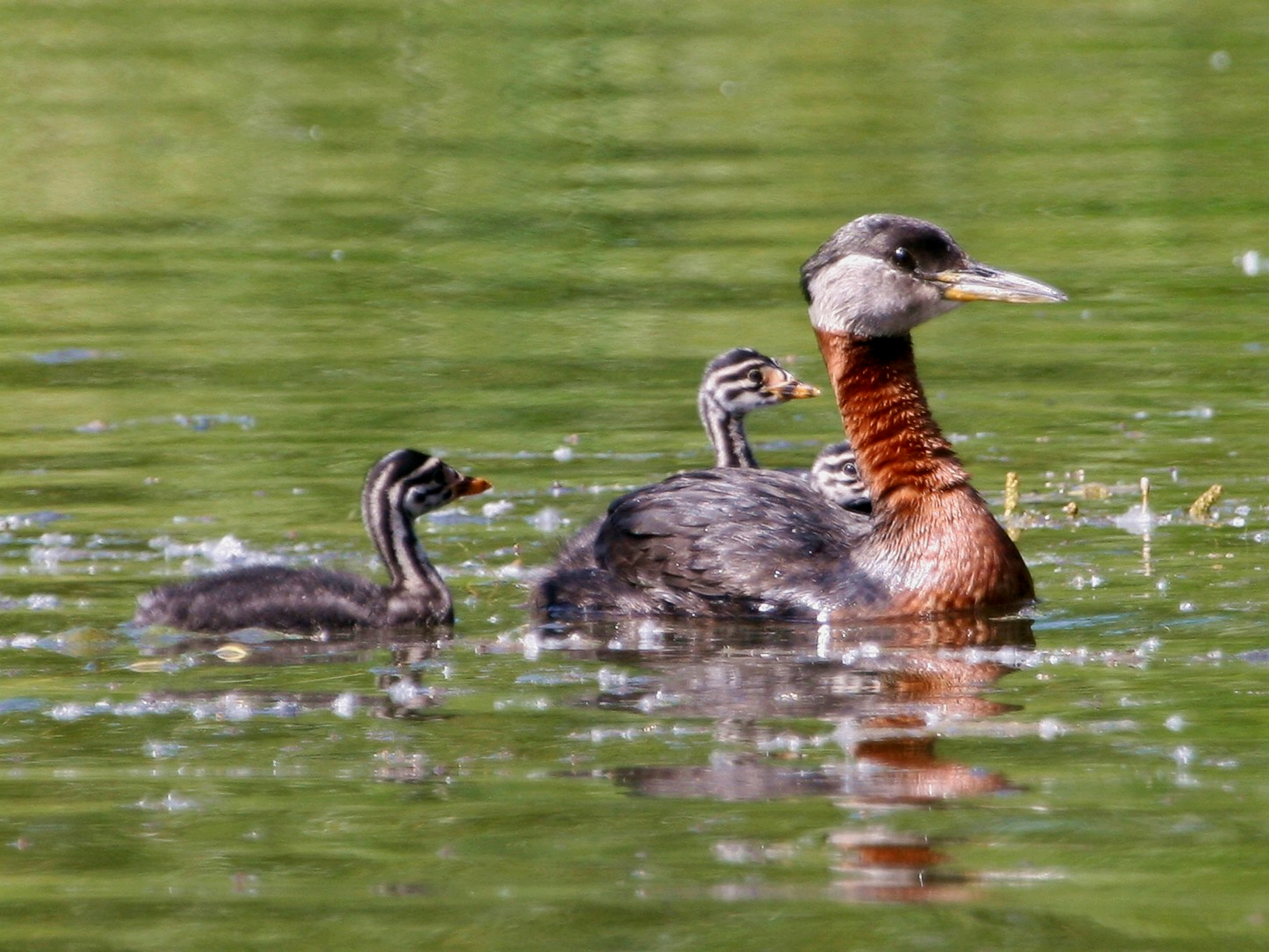
Взрослая птица с выводком

За последние годы началось расширение распространения серощёкой поганки в северном направлении, которое достигло максимальных темпов в период с 1980 по 1985 год и продолжается в настоящее время. С другой стороны, в Польше, Украине и в южных частях ареала эта птица становится всё более редкой. В качестве редкого гнездящегося вида птица находится под охраной Красной книги Беларуси и Красных книг нескольких российских регионов, в том числе Московской, Ленинградской, Ульяновской областей, республики Башкортостан и Алтайского края.
На международном уровне серощёкая поганка отмечена в Соглашении по охране афро-евразийских мигрирующих водно-болотных птиц (AEWA), согласно которому подписавшие его стороны обязуются принять ряд мер по улучшению среды обитания водоплавающих птиц, ограничению охоты, организации программ по их изучению и мониторингу.
Во времена мезолита и палеолита в Европе и центральных областях России серощёких поганок употребляли в пищу. В настоящее время мясо этих птиц считается несъедобным (отсюда название — поганки), и по этой причине неконтролируемая охота в отношении этого вида обычно не учитывается. В Северной Америке фактором, негативно влияющим на распространение вида, считается загрязнение окружающей среды такими веществами как полихлорированные дифенилы и другими пестицидами (в том числе ДДТ), которые разрушают оболочку яиц. Другие факторы риска — изменение природной среды водоёмов, пригодных для гнездовий и беспокойство со стороны человека, включая купание и рыбалку. Известны случаи массовой гибели зимующих на море птиц вследствие разливов нефти и мазута. Так, в результате аварии танкера в Балтийском море в феврале 1979 года погибло около 800 серощёких поганок, что составляло до половины всей популяции в Швеции и Дании. Потребовалось не менее пяти лет, чтобы численность гнездящихся птиц в этих странах вернулась к прежнему уровню.
Серощёкая поганка рассматривается в качестве одного из видов, на состояние популяции которого значительно повлияет глобальное потепление. Исследовательская группа, работающая под патронажем британского агентства по охране окружающей среды и королевского общества защиты птиц, на основе предложенной модели изменения климата пришла к выводу, что к концу XXI века гнездовой ареал серощёкой поганки претерпит значительные изменения. В трёх четвертях настоящей области распространения практически не останется подходящих биотопов, пригодных для размножения — в частности, в Центральной Европе птица перестанет гнездиться вовсе. Среди возможных мест расширения ареала рассматриваются обширные области Фенноскандии, где в настоящее время вид не представлен.

## Систематика

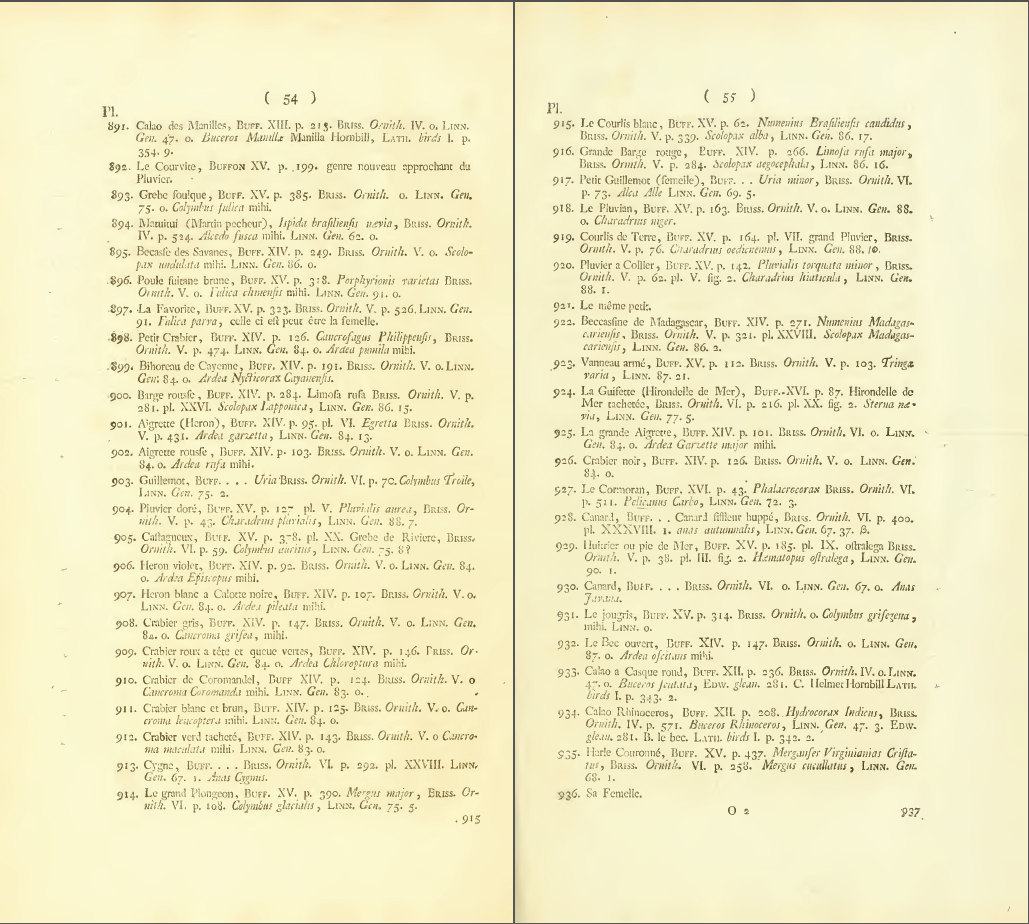
Питер Боддерт. «Planches enluminées». Первое научное упоминание серощёкой поганки (под номером 931)

Серощёкая поганка относится к роду поганок (Podiceps) семейства поганковых (Podicipedidae). В свою очередь, семейство, одно из наиболее древних среди всех современных птиц, объединяет водоплавающих птиц с обтекаемым телосложением, сходных с гагарами, но отличающихся от них более длинной подвижной шеей и наличием лопастей на пальцах ног (у уток и гагар между пальцами — плавательные перепонки). Наиболее близкородственными видами серощёкой поганки считаются большая (чомга) и красношейная поганки — вместе эти три часто симпатричных между собой вида объединяют в одну группу в составе рода Podiceps. Согласно теории, серощёкая поганка первоначально получила своё развитие в Северной Америке, откуда попала в Евразию и вследствие кормовой конкуренции с более крупными видами поганок переориентировалась с рыбной диеты на беспозвоночную. Наиболее древние ископаемые остатки вида были обнаружены в формации Витиния (Vitinia) в окрестностях Рима (Италия), образовавшейся в среднем плейстоцене.
Первое научное изображение серощёкой поганки появилось в так называемых «Иллюстрированных таблицах» (фр. Planches enluminées), изданных в 1771—1786 годах французским натуралистом Эдме Луи Добантоном и художником Франсуа Никола Мартине. Нидерландский врач Питер Боддерт в 1783 году опубликовал указатель к этим таблицам, где по примеру своего современника Карла Линнея использовал биноминальную номенклатуру. В частности, серощёкой поганке он присвоил название Colymbus grisegena, так же как и Линней, поставив её в один ряд с гагарами. Современное научное название Podiceps grisegena было утверждено несколькими годами позже после того, как британский врач и орнитолог Джон Лэтэм в работе «A General Synopsis of Birds» выделил поганок в самостоятельный род.
Родовое название Podiceps является производным от латинских слов podex (в родительном падеже podicis), означающем зад, и pes — нога. Присваивая это название роду, автор стремился подчеркнуть, что у поганок ноги расположены в задней части туловища. Видовое название grisegena также состоит из двух латинских слов: griseus — серый, и gena — щека. Таким образом, русскоязычное название «серощёкая» является прямым переводом с научного латинского.
Выделяют два слабовыраженных подвида серощёкой поганки: P. g. grisegena (Boddaert, 1783) в Европе и Западной Азии, и P. g. holbollii Reinhardt, 1854 в Восточной Сибири и Северной Америке. Название более крупной восточной формы holbollii присвоено в честь офицера Датских военно-морских сил и исследователя фауны Гренландии Карла Петера Холболла (англ. Carl Peter Holbøll) (1795—1856). Ранее в районе озёр Балхаш и Алаколь был описан ещё один подвид P. g. balchaschensis Korelov, 1948, однако к настоящему времени он считается недействительным.